# 薩卡薩哈瓦山
14°58′42″S 72°22′19″W / 14.97833°S 72.37194°W
薩卡薩哈瓦山（Saxa Q'awa），是秘魯的山峰，位於該國南部阿雷基帕大區，由康德蘇約斯省的卡亞拉尼區負責管轄，屬於萬索山脈的一部分，海拔高度5,000米。